# غيناديوس سكولاريوس
غيناديوس الثاني (1400-1473) كان فيلسوفًا روميًّا وعالم لاهوت وبطريك القسطنطينية الكنسي من 1454 حتى 1464. كان مناصرًا قويًا لاستخدام فلسفة أرسطو في الكنائس الشرقية. اشترك غيناديوس مع مرشده مارك من أفسس في مجمع فلورنسا الذي هدف إلى إنهاء الانقسام المسيحي بين الشرق والغرب. درس غيناديوس وكتب بشكل مستفيض عن علم اللاهوت الغربي. بعد فشل مجمع فلورنسا وفتح القسطنطينية أصبح غيناديوس أول بطريرك كنسي للقسطنطينية العثمانية.
جادل سكولاريوس في كتاباته العديد من المواضيع عن الفرق بين اللاهوت الغربي والشرقي، والفيليوكه، والدفاع عن الأرسطية ومقتطفات عن شرح (بعنوان اعترافات) عن العقيدة الأرثوذكسية موجهة إلى محمد الفاتح.

## سيرته الذاتية

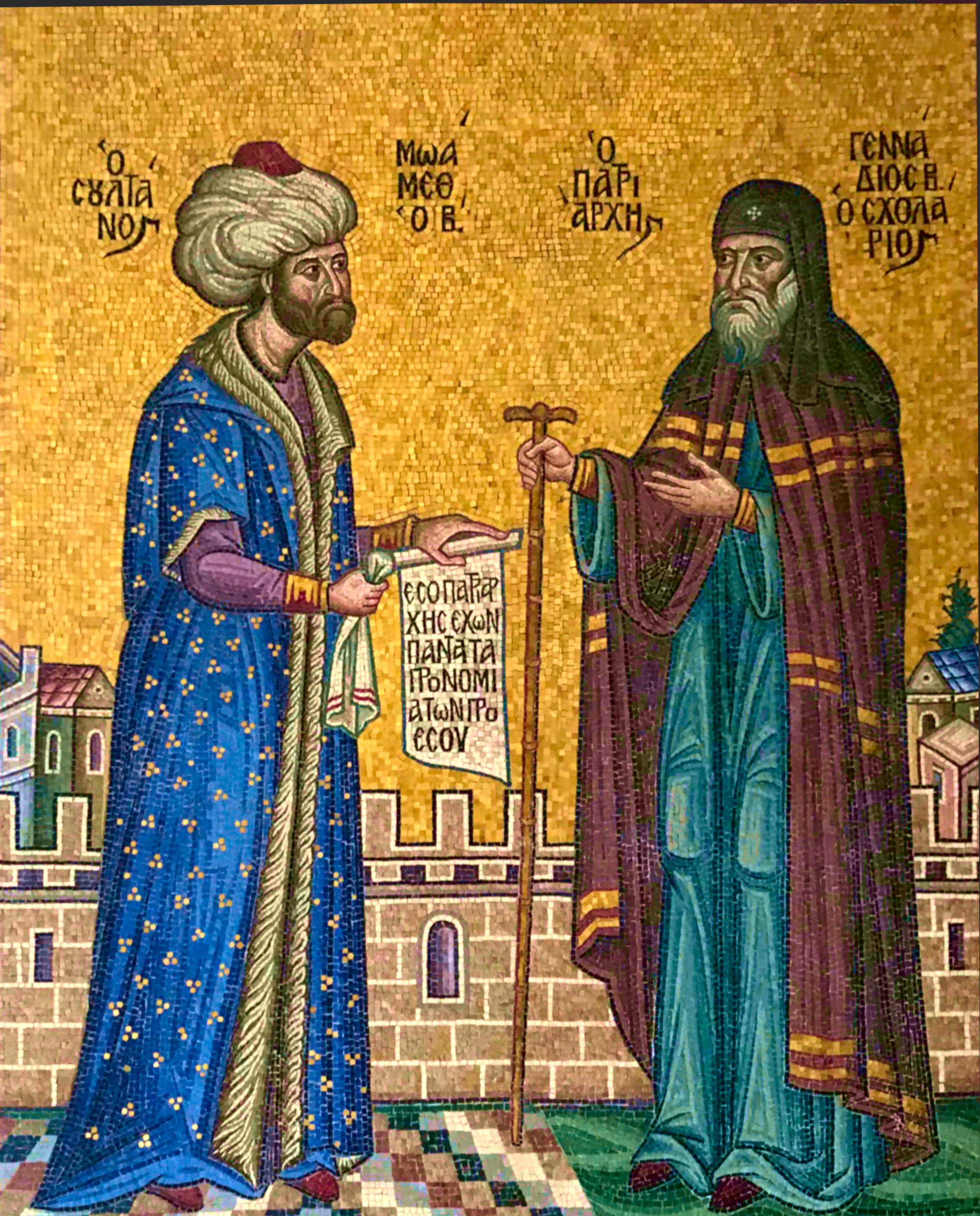
فسيفساء لغناديوس الثاني ومحمد الثاني، السلطان العثماني الذي فتح إسطنبول.

يُعتقد أن سكولاريوس ولد باسم جرجس في القسطنطينية في عام 1400. كان معلمه مارك من أفسس (1444). باتباع موجب وصاية جون كورتاسمينوس الشهير، قد يكون مانويل مارك أوصى به للدراسة بإشراف المعلم السابق جرجس جيميستوس بليتو (1452/1456)، 1428. على أي حال، إن دارسته بإشراف بليتو ماهي سوى تخمينات، في كِلا الأحوال من الممكن أن يكون قد حضر محاضرات بليتو في ميستراس. كان سكولاريوس أستاذ في الفلسفة قبل الدخول في خدمة الإمبراطور يوحنا الثامن باليولوج للعمل كمستشار لاهوتي. في الواقع في 1473-في انتظار مجمع فلورنسا- درس الإمبراطور بشكل رسمي عمل نيلوس كاباسيلاس مع مارك من أفسس وغيناديوس سكولاريوس. من الغريب أن  الثلاثي درسوا أعمال جون دانز سكوطس (1308) بسبب اعتراضه على الفيليوكه في الميتافيزيقية التوماوية، بالإضافة إلى مذهب سكوطس في «التمييز الرسمي» بين شخص وجوهر الله، بالإضافة إلى سمات الله (أو «الطاقة»). ولهذا السبب كتب سكولاريوس رد أكاديمي لعمل مارك من أفسس  لأول ثمانية عشر «فصلًا عن القياس المنطقي المعارض للاتينيين». ومن هنا يمكن التلخيص أن سكولاريوس كان على الأغلب يكتب تمرين أكاديمي لإبلاغ معلمه السابق أن رأي توما الأكويني لا يمثل نهجًا لاتينيًا عالميًا للأسئلة المتعلقة بالثالوث.

### مجمع فلورنسا
أصبح سكولاريوس مهمًا على المستوى التاريخي عندما كان، قاضي في المحاكم الميدانية تحت سلطة يوحنا الثامن (1425-1448)، يرافق الإمبراطور إلى مجمع فرارة-فلورنسا، أقُّيم المجمع سنة 1438-1437 في فرارة وفلورنسا. كان الهدف من هذا السعي هو إقامة اتحاد بين الكنائس اليونانية واللاتينية، التي دعمها في ذلك الوقت. أقام أربع خطابات في المجلس، وجميعها توافقية للغاية.
ظهر في المجلس ذاته الأفلاطوني المعروف جيميستوس بليتو، المعارض الأقوى للأرسطية المهيمنة وبالتالي خصم سكولاريوس. كان الاثنان متعارضان في المسائل الكنسية، وفي الفلسفة، نادى بليتو بدعوة جزئية إلى الوثنية اليونانية على شكل وحدة توفيق بين الأديان بين المسيحية والزرادشتية، بينما كان سكولاريوس أكثر حذرًا، ضغط على ضرورة الاتحاد الكنسي مع رما على أساس عقائدي، وكان له دور رئيسي بإعداد نموذج يمكن أن يُقبل من قبل الطرفين بسبب غموضها والتباسها. كان سكولاريوس معرضًا لخطر الحرمان لكونه من عامة الناس، لم يستطع المشاركة مباشرةً في مناقشات المجلس.

### العودة إلى القسطنطينية
على الرغم من مناصرته للمجلس (وتوبيخه للعديد من الأساقفة الأرثوذكسية نظرًا لقلة التعليم اللاهوتي)، عندما عاد إلى القسطنطينية مثل معظم المواطنين، غير رأيه. بناءً على طلب معلمه مارك من أفسس الذي حوله إلى أرثوذوكسي معادي للاتينية تمامًا، حتى وفاته، عُرف سكولاريوس ( مع مارك من أفسس) بكونهما أكثر خصمين متشددين في الاتحاد. وبحوالي هذا العام (1444) بدأ سكولاريوس بالحصول على بعض الاهتمام من هرطقة أكويني المزعومة «سمو العقل» بين سمات وجوهر الله. أولًا بما ورد في طبعة جوغي أوبرا أمنيا عَلَّق سكولاريوس على الفصول 94–96 من مناقشته «في الوجود والجوهر» لتوما الأكويني واستبدل الشرح التومانيّ بالفلسفة الدراسية لتتوافق أكثر مع بالاماس. على أي حال، هو في البداية قلل الإدانة الكلية لتوما الأكويني، وبعدها السكولاستية (مثل هيرفيوس ناتاليس) علّق على الأكويني بضوء أرذوثوكسي. تشير هذه النقطة على زيادة سكولاريوس المسافة اللاهوتية عن الأكويني، حيث بدأ يظهر أكثر تدينًا لاهوتيًا منه في أعمال لاحقة (على سبيل المثال، أبحاثه عن الروح المقدسة ومقدمته عن اللاتينية «ثيما ثيولوجيا»). على أي حال، يمكن أن تكون هذه المسافة مبالغ فيها. يلاحظ ماركوس بليستد أن سكولاريوس «استمر في حب واحترام توما خلال حياته المهنية» «على الرغم من أنه زاد من حدة ملاحظاته في التزام الحذر في أعماله اللاحقة». على الرغم من حذره كتب سكولاريوس عن توما «نحب نحب هذا الرجل الحكيم وذو الإلهام الإلهي». كتب العديد من الأعمال للدفاع عن معتقداته الجديدة، التي تختلف بشدة عن معتقداته التوافقية السابقة، اعتقد ألاتيوس أنه لابد من وجود شخصان يحملان ذات الاسم».
بعد موت يوحنا الثامن عام 1448 دخل جرجس جامع زيرك كليسة في القسطنطينية تحت حكم قسطنطين الحادي عشر (1448–1453) وأخذ وفقًا للعرف الثابت، اسمًا جديدًا: غيناديوس. وقبل فتح القسطنطينية كان معروفًا بكونه منافس مرّ للاتحاد. كان هو ومارك من أفسس قائدان لحزب المعارضة اللاتينية. في عام 1444، عندما كان مارك من أفسس على فراش موته أثنى على مواقف غيناديوس المتناقضة تجاه اللاتينية والاتحاد. توجهت الحشود الغاضبة إلى غيناديوس بعد رؤية خدمات يونيتا في الكنيسة العظيمة في آيا صوفيا. يُقال إنه خبأ نفسه لكنه ترك ملاحظة على باب حجرته يقول فيها: «أوه يا أيها الرومان التعساء لماذا تنبذون الحقيقة؟ لماذا لا تثقون بالله، بدلًا من ثقتكم بالإيطاليين؟ بسبب فقدانكم لإيمانكم ستفقدون مدينتكم»

### فترة العثمانيين
بعد سقوط القسطنطينية، أُخذ غيناديوس كسجين من قبل الأتراك، أثناء التخطيط لغزوات جديدة، رغب السلطان محمد الفاتح ذو الواحد والعشرين عامًا بالتأكد من ولاء السكان اليونانيين، والأهم من هذا تجنب مناشدتهم للغرب لتحريرهم، ما يؤدي إلى احتمال إشعال جولة جديدة من الحملات الصليبية. ولهذا طلب السلطان محمد أكثر كاهن معادي للغرب يمكن إيجاده كشخصية تدعو إلى الوحدة بين اليونانيين تحت الحكم التركي، ولأن غيناديوس شخصية قائدة مناهضة للاتحاد كان اختياره شيئًا طبيعيًا. في 1 يونيو عام 1453، بعد ثلاثة أيام من فتح القسطنطينية، عبرت مسيرات ومظاهرات البطريرك الجديد في الشوارع حيث استقبل السلطان محمد غيناديوس بلباقة. تكرر هذا التنصيب الاحتفالي من قبل جميع السلاطين والبطاركة بعد ذلك.
تحولت الكنيسة الأبوية الشهيرة في آيا صوفيا إلى جامع من قبل الفاتحين العثمانيين، لذلك أنشأ غيناديوس مقعده في كنيسة الرسل المقدسة. بعد ثلاث سنوات تخلى البطريرك عن المبنى الذي كان في حالة متداعية (في 1461 هُدم من قبل العثمانيين لفسح المجال أمام مسجد الفاتح)، الذي انتقل مجددًا إلى جامع الفاتحية.
قسم العثمانيون دولتهم إلى ملل، وكان اليونانيون أكثر عددًا وعرفوا باسم الملة الرومية. عُين البطريرك المسؤول الرئيسي أو قائد الملة اليونانية، استخدمها العثمانيون مصدرًا لإدارة الإمبراطورية. أصبح لغيناديوس سلطة دينية وسلطة سياسية، كانوا جميعهم من مؤيديه تحت سلطة العثمانيون.
وكما كان طبيعيًا عند تعيين كاهن أو عالم بمنصب البطريرك، حصل غيناديوس تباعًا على الرتب الكهنوتية، أولًا كشماس، وبعدها ككاهن، وبعدها وأخيرًا كمطران قبل تعيينه بطريركًا.

### بطريرك
في ربيع عام 1454 تَقَدّس من قبل  مطران بيرينثوث، لكن عندما أصبحت كُلًا من كنيسة آية صوفيا ومكان البطريرك بأيدي العثمانيين، جعل من مكان سكنه على نحو متتابع في ديران في المدينة. عند وضع مفوضية الأسقفية وُضع غيناديوس على ما يبدو تحت خدمة السلطان محمد كمعترف وموضح للإيمان المسيحي، وتُرجمت إلى التركية من قبل أحمد، قاضي بيرويا (طُبع أولًا من قبل إيه براسيكانوس في فيينا عام 1530).
عندما كان غيناديوس بطريركًا لم يكن سعيدًا وحاول التنازل عن منصبه على الأقل مرتين، في عام 1456 قدم استقالته. السبب الكامل لإقدامه على هذه الخطوة كان بسبب خيبة أمله في طريقة تعامل السلطان مع المسيحيين، رغم أن السلطان محمد حافظ إلى حد ما على ظروف التسامح التي منحهم إياها، لمح العديد من الكتّاب بشكل معتم إلى دوافع أخرى. في نهاية المطاف حدثت توترات بين اليونانيين والعثمانيين بشكل هائل.

## روابط خارجية
- غيناديوس سكولاريوس على موقع الموسوعة البريطانية (الإنجليزية)